# Pierre Lescot
Pierre Lescot (París, 1510 - 10 de setembre del 1578) fou un arquitecte francès renaixentista, sobretot conegut per la seva participació en la construcció del palau del Louvre. Pierre de Ronsard, poeta francès també renaixentista, va ser amic seu.